# Mondrões
Mondrões est une localité de la commune portugaise de Vila Real.